# Лабитнанги
Лабитнанги (на руски: Лабытнанги) е град в Ямало-Ненецки автономен окръг, Русия. Населението на града към 1 януари 2018 година е 26 122 души.
Към Лабитнанги се строи първия етап от т.нар. трансполярна магистрала.

## География
Градът е разположен по левия бряг на река Об, на 20 метра надморска височина.

## Население
| Година | Население |
| ------ | --------- |
| 1959   | 5220      |
| 1970   | 9190      |
| 1979   | 17 667    |
| 1989   | 31 501    |
| 2002   | 27 304    |
| 2010   | 26 948    |
| 2018   | 26 122    |